# 気象キャスターネットワーク
特定非営利活動法人気象キャスターネットワーク（きしょうキャスターネットワーク）は、日本の特定非営利活動法人（NPO法人）で、気象予報士による団体の一つ。気象予報士による団体としては、他に「一般社団法人日本気象予報士会」（以下「予報士会」とする）があるが、こちらは主に放送の分野で活動する気象予報士によって構成されている。公開情報によると、「環境・気象教育」「防災知識の普及・啓発」「これらを通しての気象キャスター育成・支援」を活動内容としている。

## 概要
現在NHKの気象キャスターを務める平井信行が発起人となって2004年に発足。この当時予報士会はまだ任意団体だったこともあり、テレビで活動する予報士がその後次々と加入した。その範囲は北から南まで広がり、所属団体・出演放送局の壁を越え、おなじみの顔が数多く参加している。また、気象は防災とも密接に係わることから、参加者の中には防災士の資格も持つケースがある。こうしたメンバーは、主に防災教育の活動を担っている。
初代代表、平井信行の3期6年の任期満了による退任後、2010年から藤森涼子が2代目代表として5期10年務めた。
2020年1月より代表制を廃止し、理事長が事実上の代表となる。2020年、南利幸が理事長に就任。2022年現在は井田寛子が理事長を務めている。